# 安部雄能麻呂
安部 雄能麻呂（あべ の おのまろ）は、平安時代初期の貴族。従五位上・阿倍億宇麻呂の孫。因幡守・安倍人成の子。官位は従四位上・左馬頭。

## 経歴
大同5年（810年）薬子の変の最中に従五位下・右衛士佐に叙任。のち、右衛門佐・左馬頭と武官を務める一方で、豊後介・越中介・上野守と地方官を兼ねる。またこの間、弘仁6年（815年）以前に従五位上、弘仁7年（816年）正五位下、弘仁8年（817年）従四位下、弘仁13年（822年）従四位上と嵯峨朝において順調な昇進を果たした。
淳和朝の天長3年（826年）8月2日卒去。最終位階は従四位上。

## 人物
鷹の調教に練達していたが、他に才学はなかった。高位高官に昇ったのは非常に幸運なことと評された。

## 官歴
『日本後紀』による。
- 時期不詳：正六位上
- 大同5年（810年） 9月10日：従五位下、右衛士佐
- 時期不詳：右衛門佐
- 弘仁4年（813年） 正月10日：兼豊後介
- 時期不詳：従五位上
- 弘仁6年（815年） 正月10日：左馬頭兼越中介。正月14日：上野守
- 弘仁7年（816年） 正月7日：正五位下
- 弘仁8年（817年） 4月1日：従四位下
- 弘仁13年（822年） 10月1日：従四位上
- 天長3年（826年） 8月2日：卒去（従四位上）